# قائمة أطباق الخضار

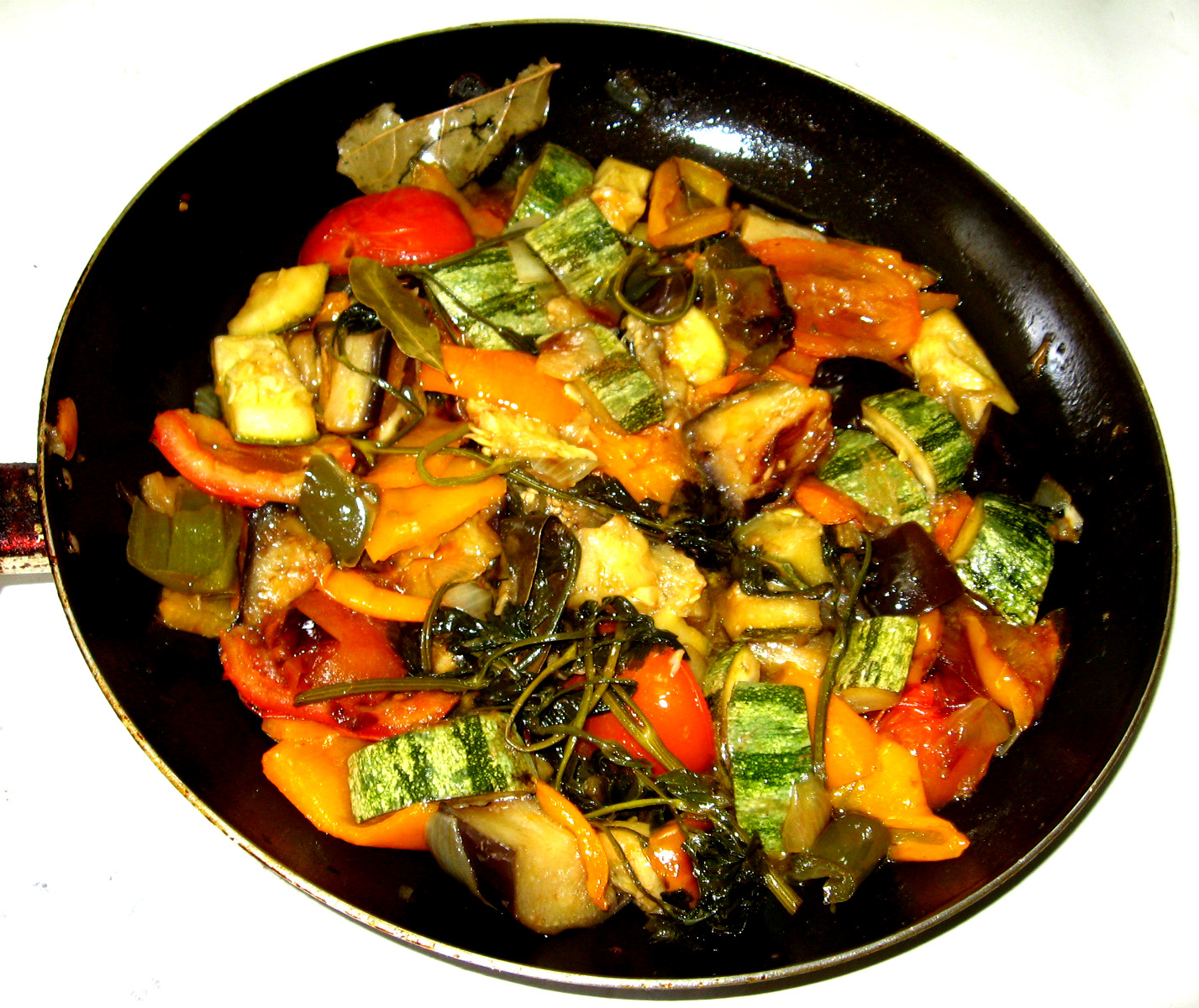
راتاتوي هو طبق خضار مطبوخ تقليدي من منطقة بروفانس الفرنسية نشأ في مدينة نيس.

هذه قائمة أطباق الخضار، والتي تتضمن الأطباق التي يكون المكون الرئيسي أو أحد المكونات الأساسية فيها هو الخضار أو الخضروات.
في مصطلحات الطهي، الخضار عبارة عن نبات صالح للأكل أو جزء منه، مخصص للطهي أو تناوله نيئًا. توجد العديد من الأطباق التي تعتمد على الخضار في جميع أنحاء العالم.

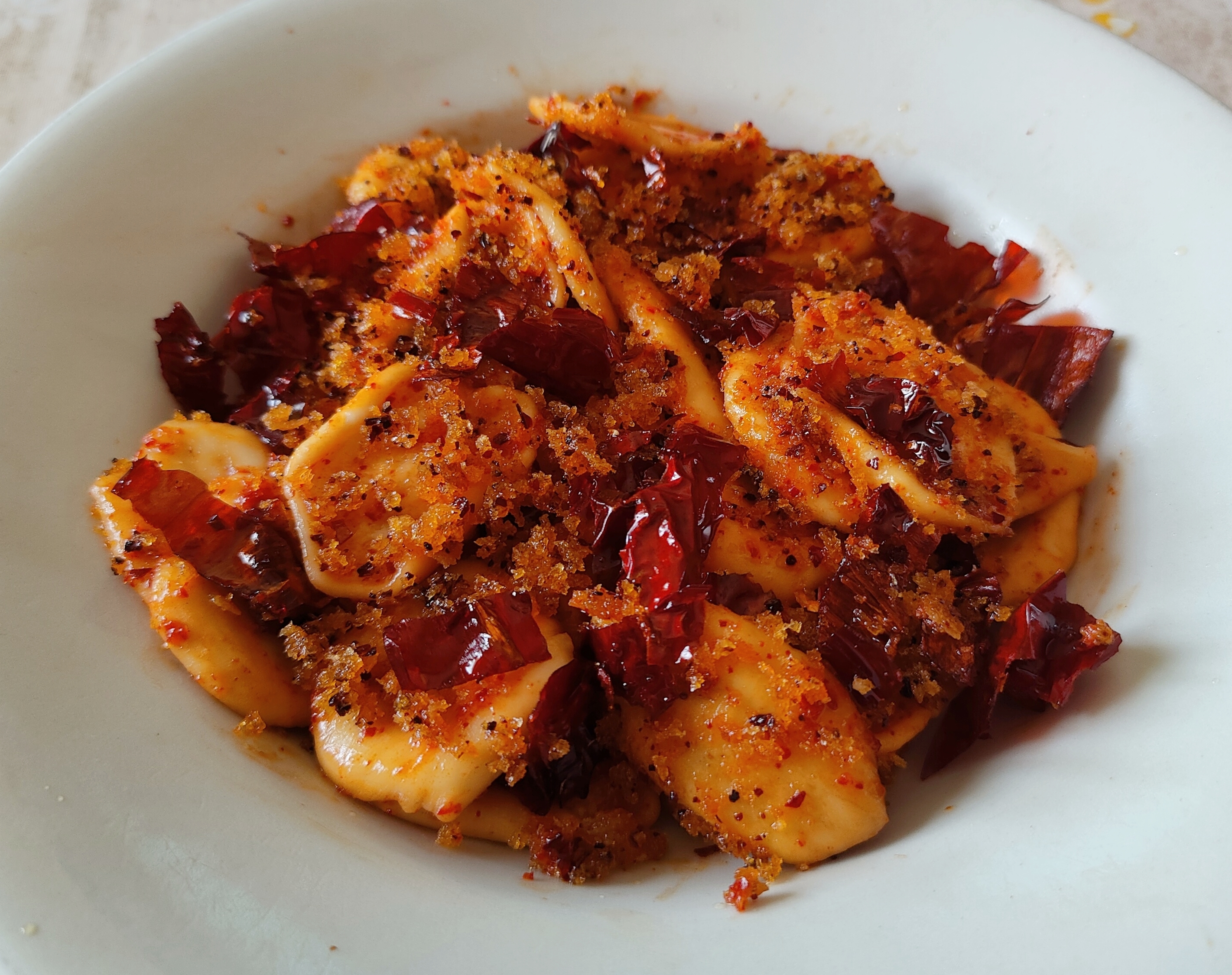
معكرونة مع الفلفل المجفف، طبق معكرونة إيطالي مع الفلفل المجفف المعروف باسم بيبيروني كروسكي.

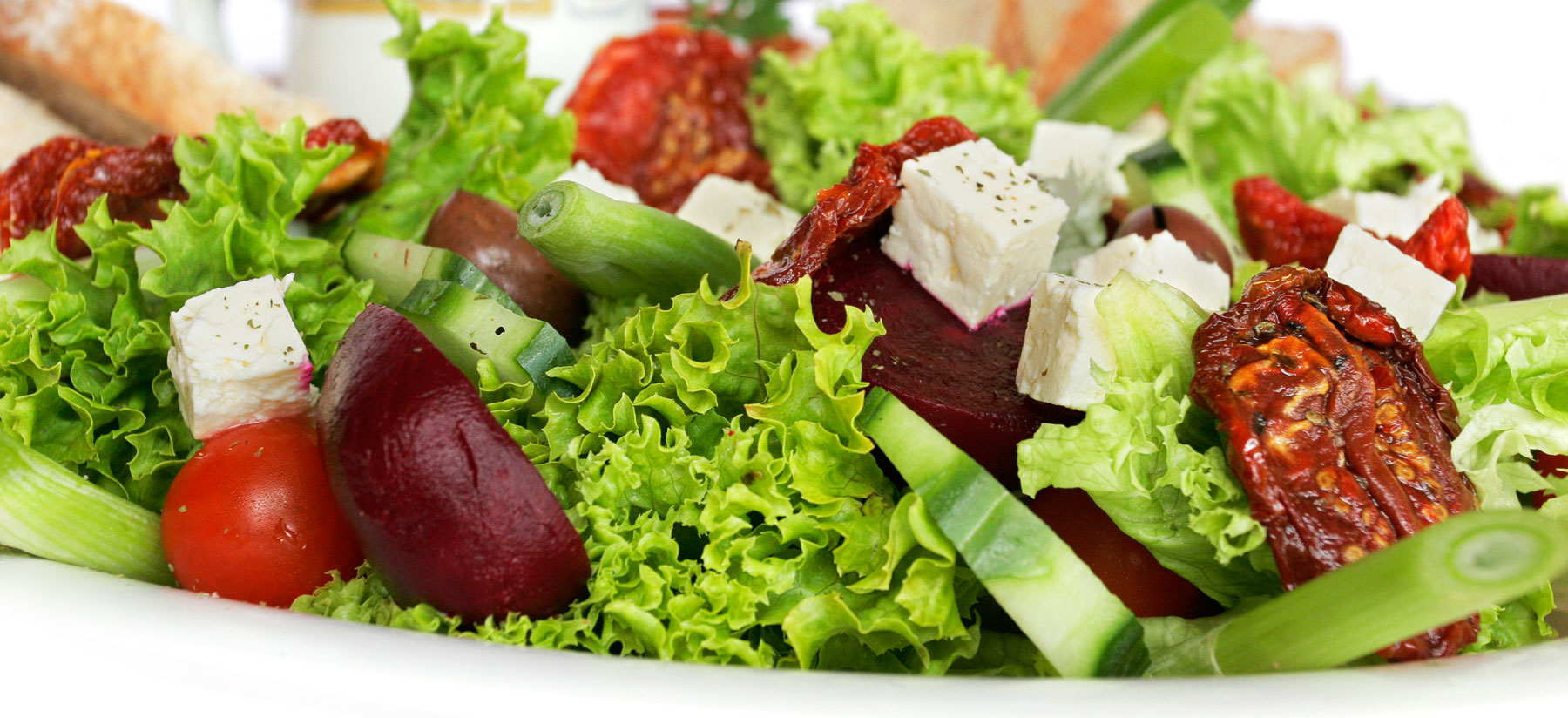
سلطة (طعام)مع الخس والطماطم المجففة بالشمس والطماطم الكرزية والبنجر والخيار وجبنة الفيتا

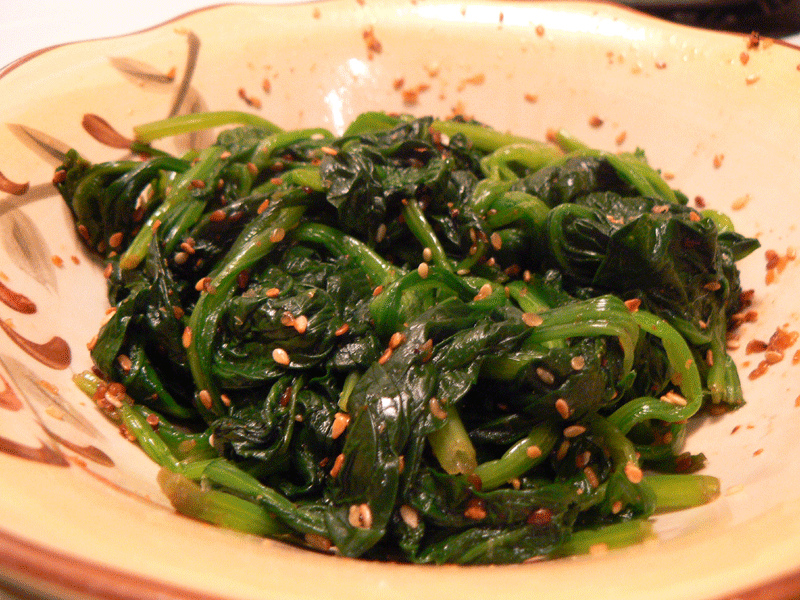
Goma-ae هو طبق جانبي ياباني. وهي مصنوعة من الخضار وصلصة السمسم

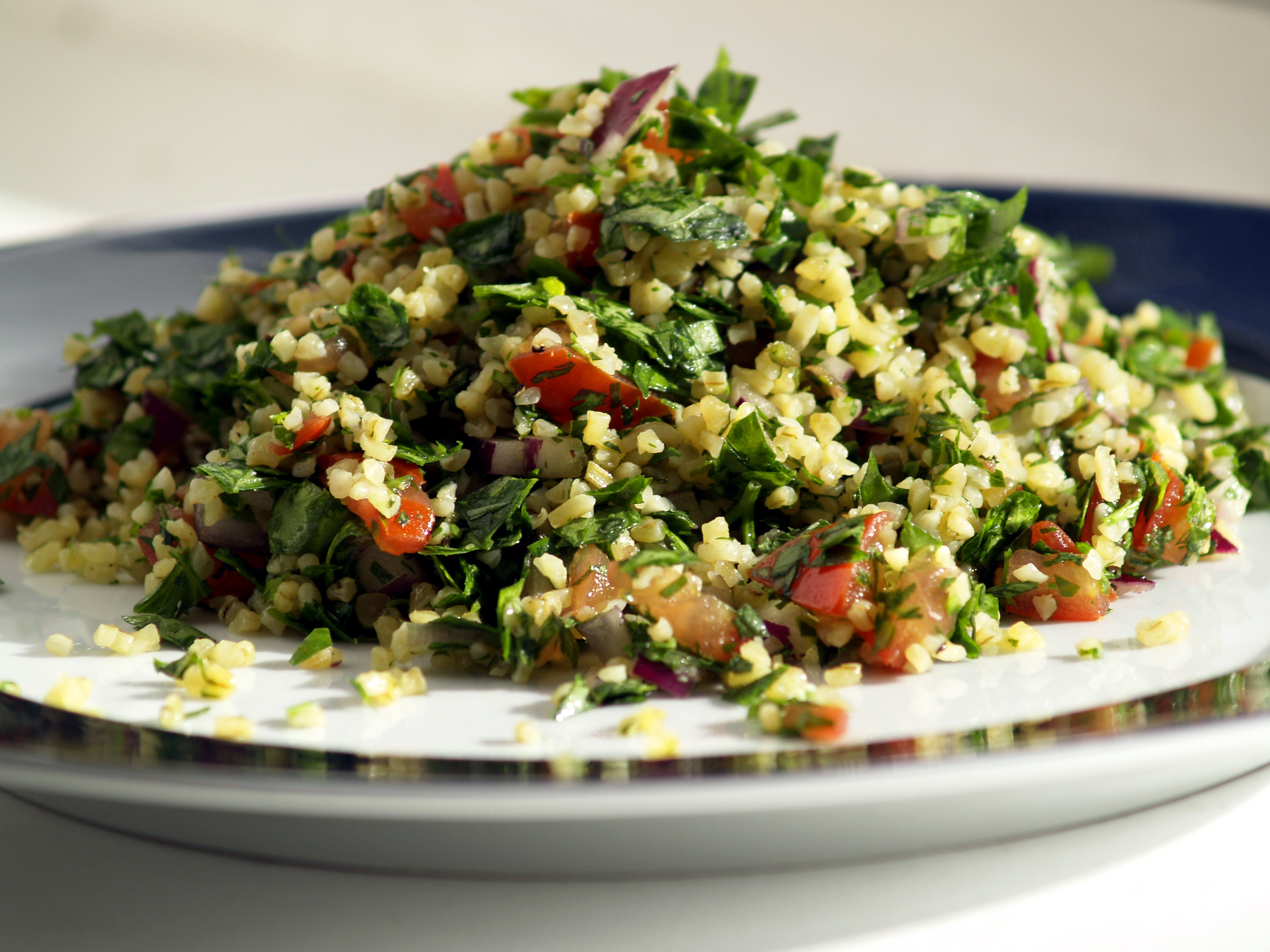
التبولة هي طبق نباتي من بلاد الشام (يعتبر أحيانًا سلطة) مصنوع تقليديًا من البرغل والطماطم والبقدونس المفروم والنعناع والبصل، ومتبل بزيت الزيتون وعصير الليمون والملح.

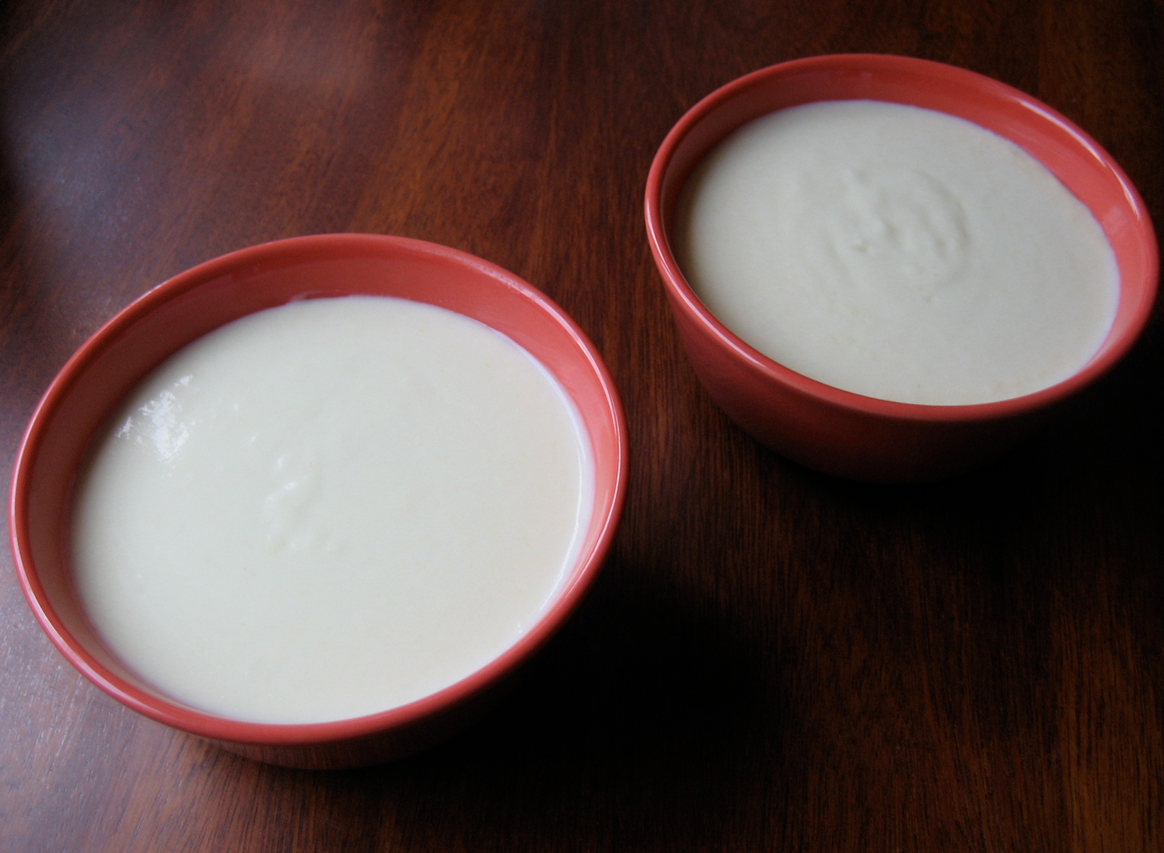
فيشيسواز هو حساء سميك مصنوع من الكراث المهروس والبصل والبطاطس والكريمة ومرق الدجاج.

## حسب المكون الاساسي

### اطباق الباذنجان
- بابا غنوج – Egyptian dish of tehina salad with grilled peeled eggplant
- Caponata طبق صقلي من الباذنجان
- Fried eggplant طبق باذنجان

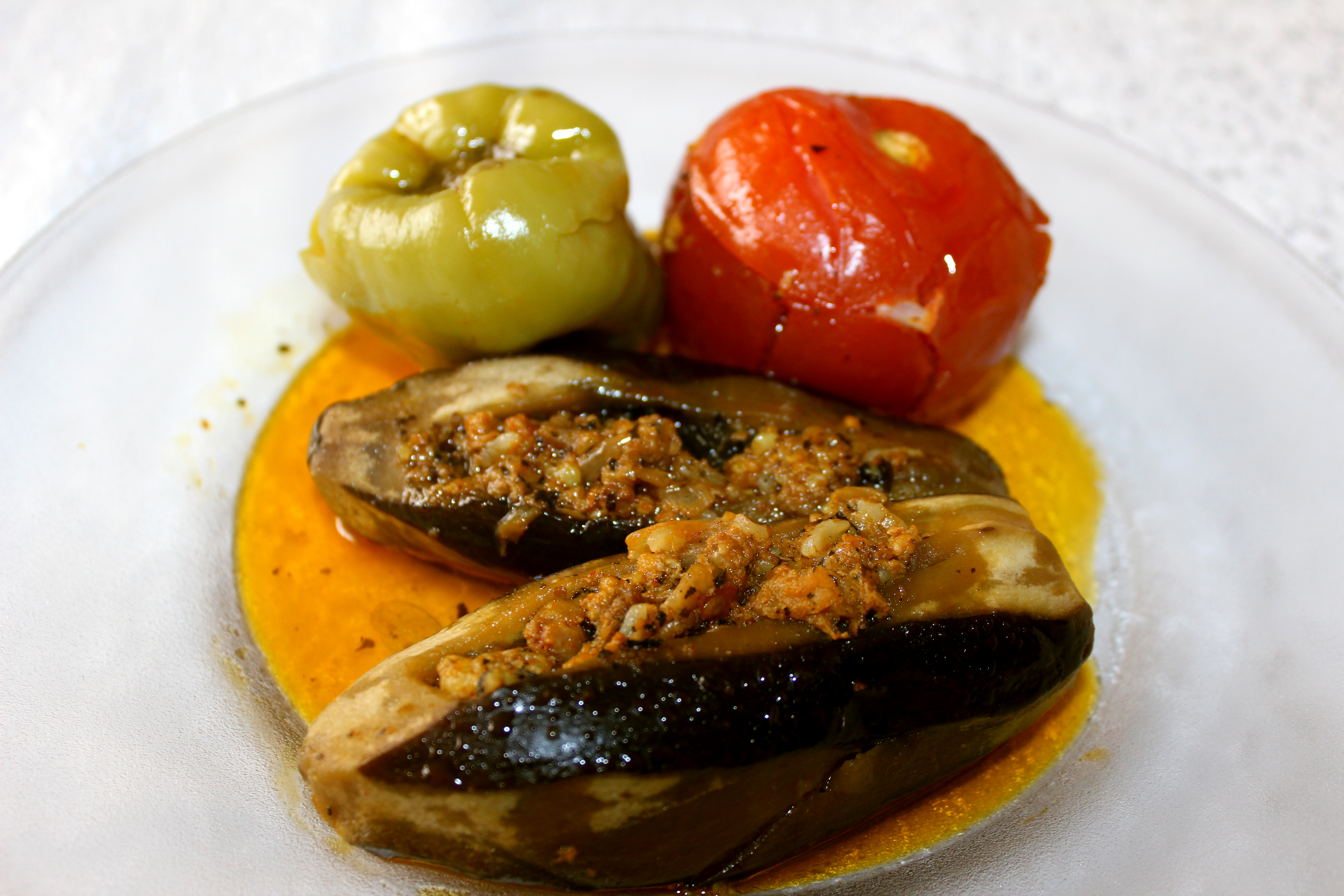
Stuffed eggplant

- Moussaka طبق من الخضار المتعددة الطبقات والصلصة واللحم
- Parmigiana طبق إيطالي من الباذنجان مع الجبن وصلصة الطماطم
- Stuffed eggplant طبق باذنجان نموذجي في العديد من البلدان

### أطباق البقوليات
- Baked beans فاصوليا مطبوخة في صلصة
- سلطة الفاصولياء سلطة باردة مكونة من أنواع مختلفة من الفاصوليا المطبوخة أو المخللة
- Dal بقول مجففة ومقسمة تستخدم في الطهي
- Edamame قرون فول الصويا غير الناضجة المستخدمة كطعام خاص
- فلافل – كرات الفول المقلية تقدم مع الطحينة والعيش طبق فاصوليا مقلية
- Green bean casserole طبق أمريكي من الخمسينيات
- هريس – طبق شعبي كويتي الأصل طبق هريس الحمص من الشرق الأوسط
- Pea soup حساء مصنوع من البازلاء المجففة
- فاصوليا مقلية – Mexican dish
- فلفل حار – fruit of plants from the genus Capsicum, members of the nightshade family, Solanaceae يخنة أمريكية لذيذة بالفلفل الحار واللحم

### أطباق البطاطس
- البطاطس المخبوزة طبق البطاطس
- بطاطس مقلية – بطاطس مقطعة مقلية

- Knödel بطاطس كبيرة مستديرة مسلوقة أو مسلوقة أو زلابية خبز، مصنوعة بدون خميرة

- البطاطس المهروسة – هو طبق يتم صنعه عن طريق هرس البطاطا المسلوقة – طبق البطاطس

- Patatas bravas طبق البطاطس الإسباني
- رقائق بطاطس – شريحة رقيقة من البطاطا المخبوزة أو المقلية المقرمشة
- دونات البطاطس حلوى حلوة تعتمد على البطاطس
- فطيرة البطاطس فطائر مقلية من البطاطس المبشورة أو المطحونة
- سلطة البطاطس – dish made from boiled potatoesطبق سلطة مصنوع من البطاطس المسلوق
- Rösti طبق بطاطس سويسري
- سمبوسة – baked dish common to South Asia and the Middle East
- عجة اسبانيه طبق إسباني تقليدي من البيض والبطاطس

## حسب النوع

### السلطة
- Caprese – سلطة إيطالية من المزرلَّة والطماطم والريحان
- سلطة الشيف – U.S. salad consisting of hard-boiled eggs, one or more varieties of meat (e.g. ham, turkey, chicken, roast beef), tomatoes, cucumbers, and cheese, placed upon a bed of tossed lettuce or other leaf vegetables; a variety of dressings may be used سلطة اميريكية
- كولسلو – طعام سلطة تتكون في المقام الأول من الملفوف الخام المبشور جيدًا
- سلطة يونانية – نوع من السلطات المشهورة في اليونان تتكون من الطماطم والخيار والجبن الفيتا
- سلطة اسرائيلية سلطة الخضار المصنوعة في إسرائيل
- Pecel طبق خضروات إندونيسي
- سلطة بطاطس – dish made from boiled potatoes
- سلطة نيسواز – composed tomato, egg, fish and vegetable salad سلطة فرنسية مع الأنشوجة أو التونة
- تبولة – Middle East vegetarian dishطبق شامي من البقدونس والبرغل

### الحساء
- برش (حساء) – Ukrainian beet soup – حساء حامض من أوروبا الشرقية
- شوربة الذرة – soup dish made with corn– حساء ذرة كريمي من الولايات المتحدة
- شوربة البصل الفرنسية – حساء يعتمد على البصل ومرق اللحم أو الماء
- الغازباتشو الغازباتشو – طبق حساء بارد إسباني
- كسكيتو حساء تقليدي فنلندي
- مينستروني – حساء سميك من أصل إيطالي
- شوربه السبانخ حساء السبانخ – حساء محضر باستخدام السبانخ
- شوربة الطماطم – حساء حساء الطماطم – حساء مصنوع من الطماطم
- فيشيسواز – نوع من الحساء

## حسب البلد

### اطباق الخضار الهندية

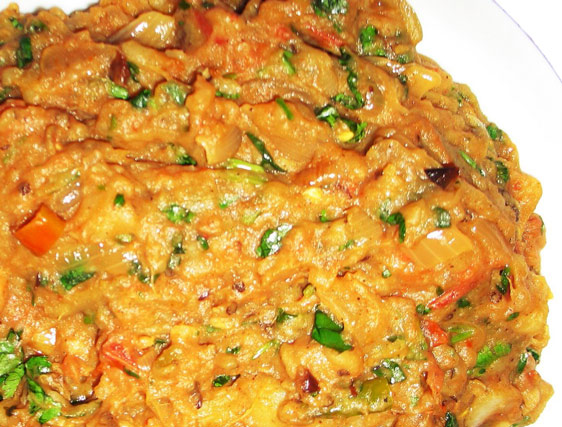
بوريتا الباذنجان والطماطم

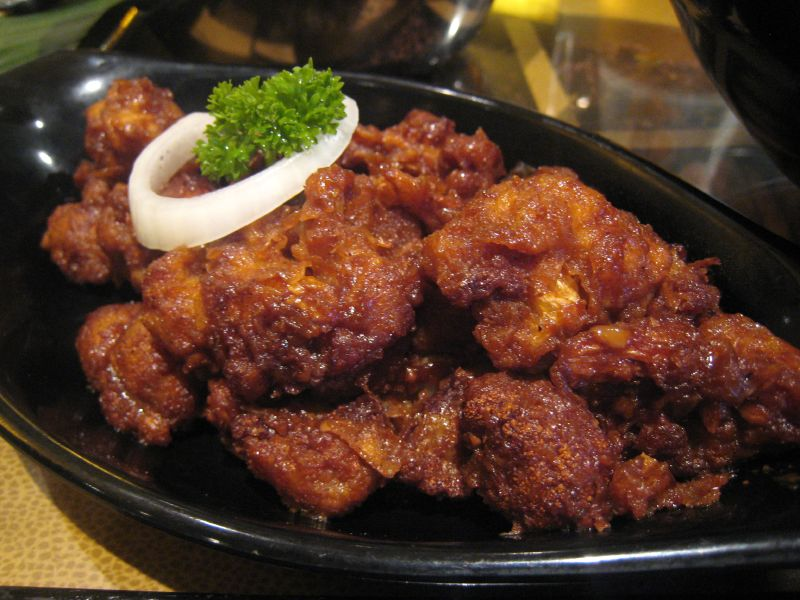
غوبي مانشوريان هو طعام هندي صيني من قرنبيط مقلي الشهيرة في الهند.

- Aloo gobi طبق كاري مع القرنبيط والبطاطس
- Aavakaaya مجموعة متنوعة من المخللات المحضرة باستخدام المانجو
- Bharvan Mirch طبق يتضمن ملء تجاويف الفلفل الحلو بأطعمة أخرى
- Bhurta مزيج مقلي من الخضار المهروسة
- Dal بقول مجففة ومقسمة تستخدم في الطهي
- Gobi manchurian[3] طبق لذيذ مقلي في المطبخ الهندي الصيني
- Kosambari سلطة بقول مقسمة متبلة
- Mattar paneer طبق جبن وبازلاء هندي
- Pakora فطيرة متبلة أصلها من شبه القارة الهندية
- Poriyal مصطلح تاميلي لطبق الخضار المقلي أو المسلوق
- Sarson da saag طبق جنوب آسيوي
- Tamate ka kut
- Theeyal حساء جوز الهند المحمص في جنوب الهند
- Thoran طبق خضار هندي
- Undhiyu طبق خضار غوجاراتي

### أطباق الخضار الباكستانية
- Aloo gobi طبق كاري مع القرنبيط والبطاطس
- Baingan نوع من النباتات، Solanum melongena
- Bhindi نوع من النباتات الصالحة للأكل
- Saag طبق من الخضار الورقية من شبه القارة الهندية